# 神峯山寺
神峯山寺（かぶさんじ）は、大阪府高槻市にある天台宗の寺院。山号は根本山（こんぽんざん）。本尊は毘沙門天、兜跋毘沙門天（とばつびしゃもんてん）、双身毘沙門天（そうじんびしゃもんてん）の3体。日本で最初に毘沙門天が安置された霊場といわれている。本堂には新西国三十三箇所第14番札所本尊の聖観音も祀られている。紅葉の名所として知られる。境内は大阪府立北摂自然公園に属し、大阪みどりの百選に選定されている。

## 概要

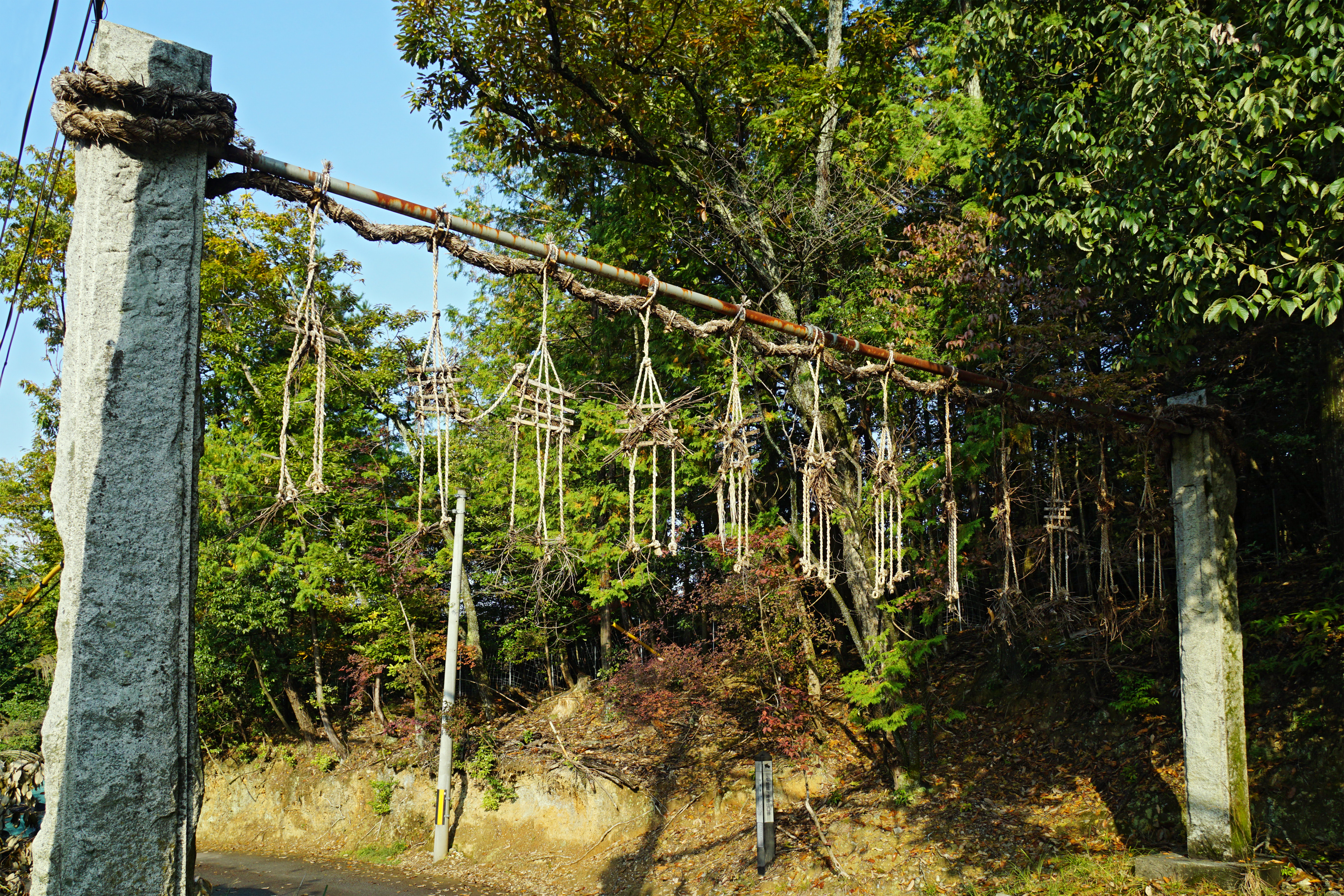
聖域との境界を示す勧請掛け

神峯山寺は高槻市の中心部より北へ約6km、原地区という田園風景が広がる農村部山間の山寺である。行政区は大阪府であるが、地理的には京都盆地の西側、西山連山から続く最西端に位置する。敷地約100haのほとんどは山林で覆われ、一帯を総称して神峯山といい、都市近郊の貴重な原生林が現存。参道に張られた勧請掛けが聖域と俗世の境界を示すとされる。
また、開山の祖とされる役小角（役行者）、中興の祖である開成皇子の像が境内に安置され、古来の皇室との緊密な関係は本堂の十六八重菊紋などで確認できる。また、かつて七高山と称された修験霊場の一角であり、修験者が使用した修行の道や滝、葛城山（金剛山）遥拝所を示す石標などが境内の各所に点在する。神峯山の参道入口には石造の鳥居が立ち、仁王門前には狛犬があるなど神仏混淆の風土が現在も見られる。

## 歴史

### 開山伝承
「神峯山寺秘密縁起」によれば、文武天皇元年（697年）に役小角が葛城山で修行をしていた時、北方の山から黄金の光が発せられて霊感を受け、この地にやってきた。そこで天童（金比羅飯綱大権現）と出会い、天童の霊木で4体の毘沙門天が刻まれ、役小角は伽藍を建立しこの毘沙門天を祀ったことが当寺の起源とされている。
さらに縁起によれば、刻まれた残り3体の毘沙門天は天高く飛散し、1体はかつて神峯山寺奥之院「霊雲院」であった北山本山寺に、1体は京都市左京区の鞍馬寺に、1体は奈良県生駒郡平群町の朝護孫子寺に安置されたと伝わっている。これら寺院の本尊は現在も毘沙門天であるが、この逸話はあくまで神峯山寺の縁起によるものであり関連は定かではない。
開山以後、神峯山寺は修験霊場として多くの修験者を迎え入れたとされ、同じく近畿の修験霊場として名高い比叡山、比良山、伊吹山、愛宕山、金峰山、葛城山に並ぶ七高山の一角として大いに栄えたとされている。

### 中興
宝亀5年（774年）、光仁天皇の子息であり桓武天皇の庶兄にあたる開成皇子が、勝尾寺（現・大阪府箕面市）から入山し、光仁天皇の命によって本堂を建立して住職となった。これを機に神峯山寺は天台宗寺院となる。また光仁天皇の勅願所となって以降、神峯山寺は皇室に緊密な寺院となり、その関係は幕末まで続いていたとされる。境内には開成皇子の埋髪塔（五重塔）や、光仁天皇の御分骨塔（十三重塔）があり、天皇と皇室を表す十六八重菊の使用が認められ、各所に菊の紋章が見られる。

### 平安時代後期
平安時代後期に、天台宗僧侶であった良忍が開宗した融通念仏宗の源流が大原、鞍馬を通り神峯山寺へ伝わったとされ、神峯山寺秘密縁起4巻の冒頭にはその説話が残されている。
大治元年（1126年）の頃、摂津国に橘輔元（たちばなのすけもと）という役人がおり、極めて裕福であったが7度の火災で家財がすべて失われ、輔元の父、子にわたる3代にわたって癪の病にかかるという苦しみを受けた。輔元は奥之院の毘沙門天の宝前でこの苦しみから救われるよう深く祈祷し、九頭龍滝に打たれるなど苦行を行ったとされている。そして輔元とその子息は、後に良恵、忍恵と名乗り、良忍の弟子となり神峯山寺の住職を継いだといわれる。

### 鎌倉時代以降
神峯山寺本尊・毘沙門天が武将による信仰を厚く受けていたのは、鎌倉時代末期からであったとされている。楠木正成が奉納したと伝わる殿中刀は現在も神峯山寺本堂に所蔵されており、室町幕府三代将軍足利義満、摂津守護代三好長慶に仕えていた松永久秀や、豊臣秀頼の生母淀殿らによる寄進があった。これらは毘沙門天が戦いの神として崇拝されたことに起因するようだが、経緯は定かではない。

### 江戸時代
上方文化が栄えた元禄年間（1688年 - 1704年）頃より、神峯山寺は大坂商人から厚い信仰を受け巡礼地として栄えた。これは毘沙門天が七福神の一神であったことから、商売繁盛を祈願するために商人達が淀川を上り、三島江から神峯山寺まで歩いて参拝したことが記録されている。江戸時代の代表的な豪商である鴻池善右衛門もまた巡拝者の一人であり、三島江から神峯山寺参道にかけて十数か所に石造の道標を建立した。
神峯山寺は江戸時代に隆盛期を迎えた。最盛期には7つの堂に加え伽藍および僧坊が21か所、寺領は1,300石あり、奈良県生駒郡平群町にも飛地が存在したことが神峯山寺秘密縁起に記録されている。しかし、明和2年（1765年）に火災により本堂を焼失して以降、安永6年（1777年）に再建されたものの、規模は徐々に縮小し、現在に至っている。
しかし、昨今の調査で宝塔院（本坊）にて江戸幕府2代将軍徳川秀忠から14代徳川家茂までの位牌が発見されるなど、江戸末期においても徳川将軍家との密接な関係があったことが確認されている。

### 幕末 - 明治
本堂にかかる「日本最初毘沙門天」の扁額は、伏見宮邦家親王の真筆であり、同時期には明治政府の要人であった有栖川宮熾仁親王が神峯山寺本坊の「宝塔院」と書いた真筆を奉納している。また有栖川宮熾仁親王の祖父母にあたる有栖川宮韶仁親王と宣子（のぶこ）女王の位牌は嶺峯院に祀られているなど、幕末から明治期にかけても皇族との関係が密接であったことを表している。

## 本尊
神峯山寺の本尊は3種の毘沙門天で構成されるという珍しい形態をとっており、それぞれ第一の本尊、第二の本尊、第三の本尊と称されている。いずれも秘仏だが、第二の本尊・兜跋毘沙門天のみ秋の大祭の折に開帳される。
- 第一の本尊・毘沙門天

毘沙門天を中尊とし、吉祥天（毘沙門天の妃または妹とされる）と善膩師童子（ぜんにしどうじ。毘沙門天の子とされる）を脇侍とする三尊形式をとり、本堂内陣中央に安置される。皇室や幕府は国家安泰の神としてこの毘沙門天を厚く信仰した。また子授安産、家庭安穏の御仏としても利益があるとされる。
- 第二の本尊・兜跋毘沙門天

本堂奥内陣に安置される。福徳先勝の神として楠木正成や松永久秀などの武将から、また商売繁盛の神として大坂商人からも厚い信仰を受けた。神峯山寺で年に1度行われる秋の大祭にて開帳され、その折にのみ拝観が可能である、
- 第三の本尊・双身毘沙門天

歴代住職の持仏として本堂中内陣の厨子に安置される。天台密教における双身毘沙門天の祈願作法は秘法で、天台本流の作法が正式に伝承されている。

## 境内

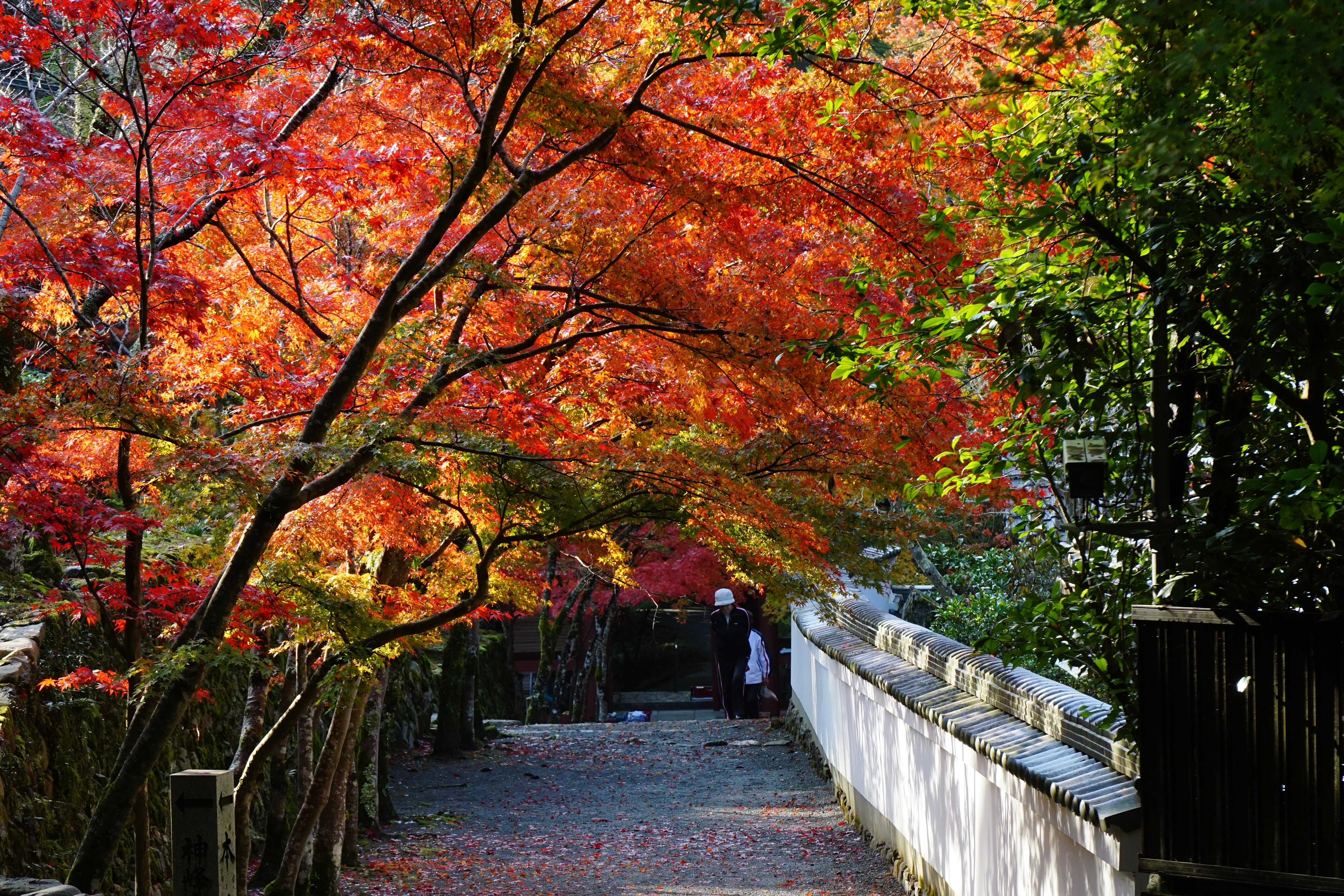
仁王門から本堂への参道は紅葉の名所

- 本堂 - 安永6年（1777年）再建。上部には十六八重菊紋が見られる。堂内に3種の毘沙門天を安置する。また、新西国三十三箇所第14番札所本尊の聖観音も祀る。扁額「日本最初毘沙門天」は伏見宮邦家親王の筆。仁王門よりなだらかな直線の参道を約100m上ったところにある。
- 観音堂 - 本堂と渡り廊下で繋がっている。
- 光仁天皇墓碑（十三重石塔） - 本堂の西側奥に位置する観音堂の脇にある光仁天皇の分骨塔。
- 鐘楼堂
- 宝塔院（本坊）
- 開山堂 - 現在の神峯山寺で最も高い場所にあり、役小角が伽藍を建立したとされる場所に位置する。本堂脇から急勾配の石造の階段を上る。堂内には役小角とその遣いの鬼・藍婆（らんば）、毘藍婆（びらんば）が安置されている。神峯山寺初寅会の折のみ開帳され、参拝が可能。
- 釈迦堂 - かつては東堂と呼ばれていた。
- 開成皇子断髪塔（五重石塔） - 中興の祖である開成皇子の埋髪塔である。
- 豊川稲荷
- 白龍王社
- 九頭龍滝 - 境内に存在し、かつては修験者の滝行に使用されていた。神峯山寺開山の縁起で伝わる「北方の光」は、九頭龍滝の飛沫であったとされる。
- 九頭龍神堂
- 常不軽堂
- 龍光院 - 塔頭。
- 化城院 - 塔頭。
- 寂定院 - 塔頭。
- 嶺峰院 - 塔頭。回向堂。境内中腹にあり、神峯山寺の阿弥陀信仰の起源となった阿弥陀如来坐像（重要文化財）の身代わり仏が安置される。その両脇には有栖川宮韶仁親王と宣子女王の位牌を安置。
- 真珠院 - 塔頭。
  - 天真庵
  - もみじ庭園
- 仁王門
- 大仏塔「慈晃」 - 納骨堂。

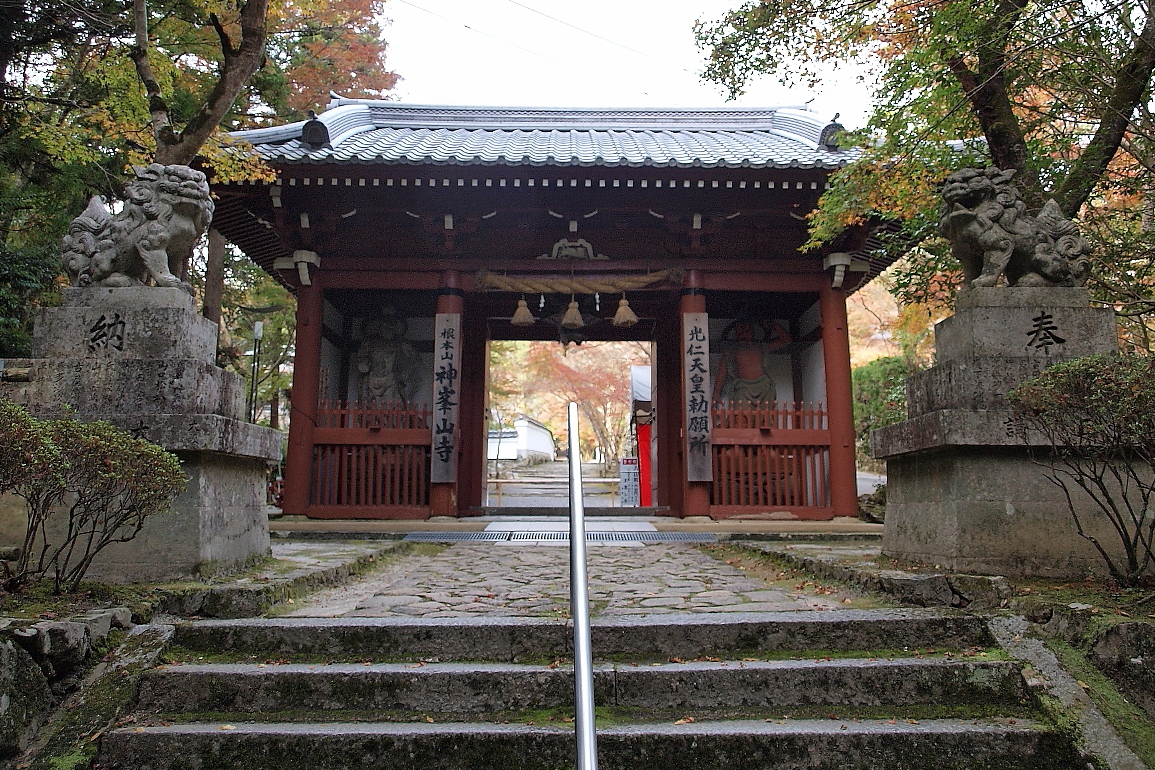
仁王門と狛犬
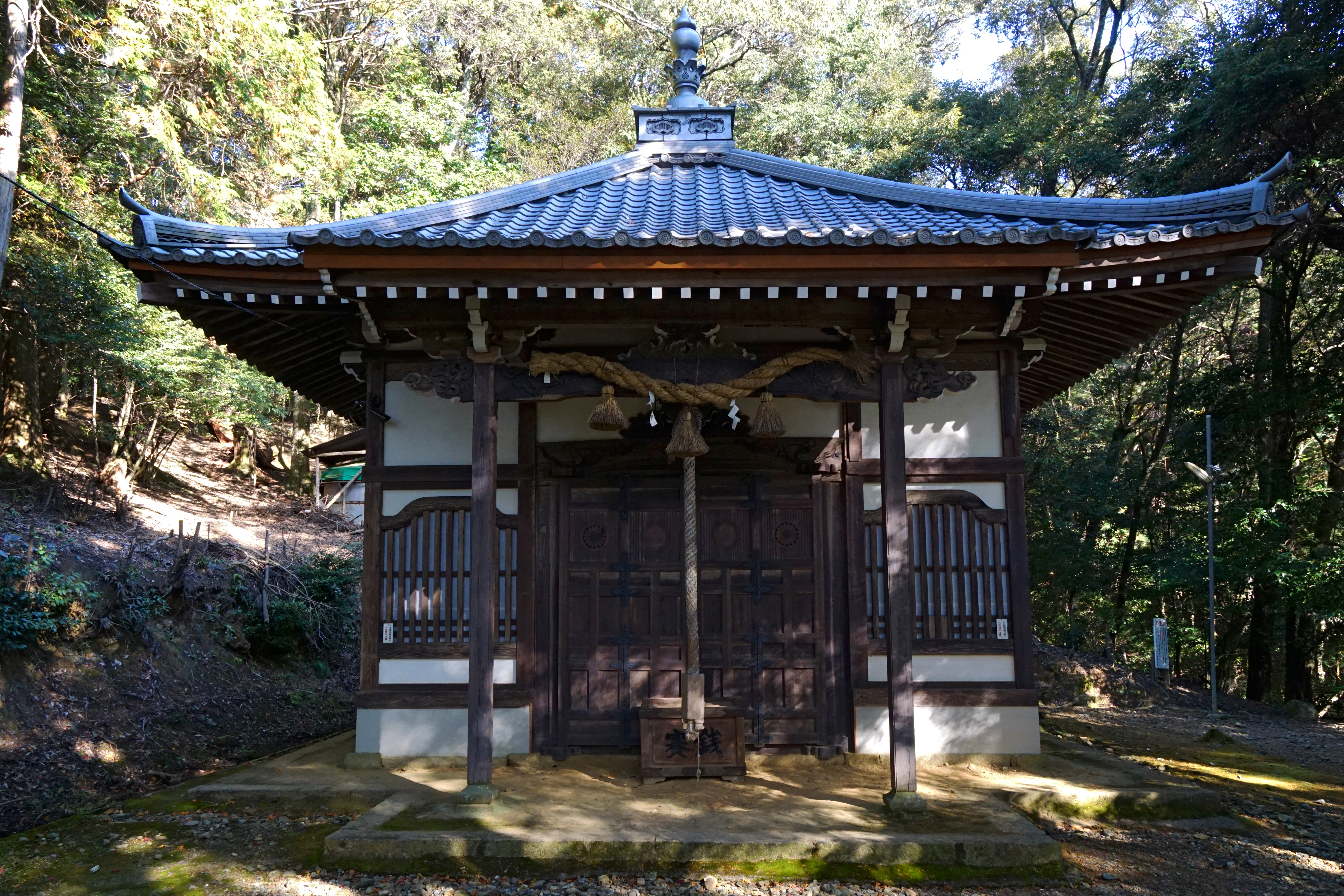
開山堂
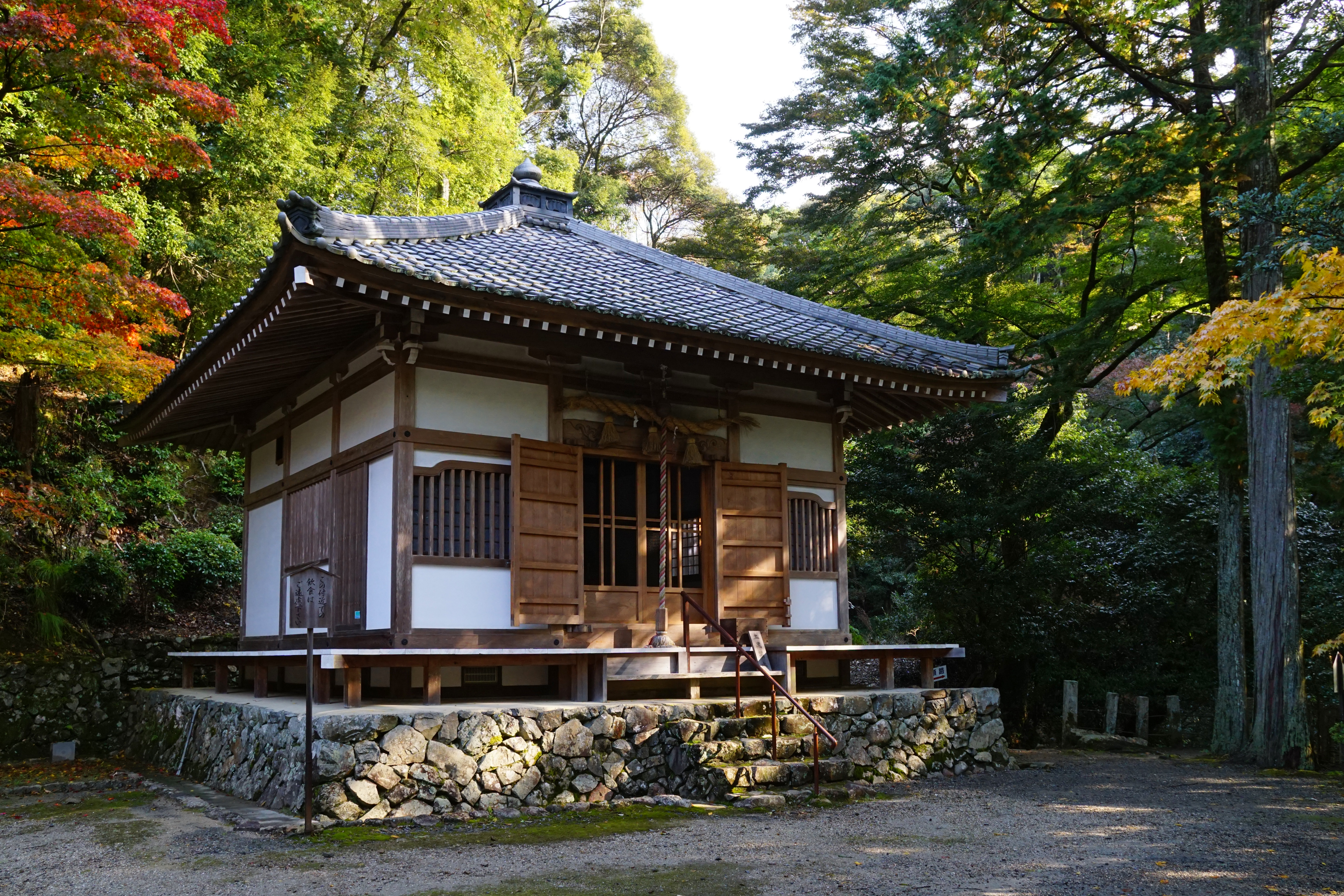
釈迦堂
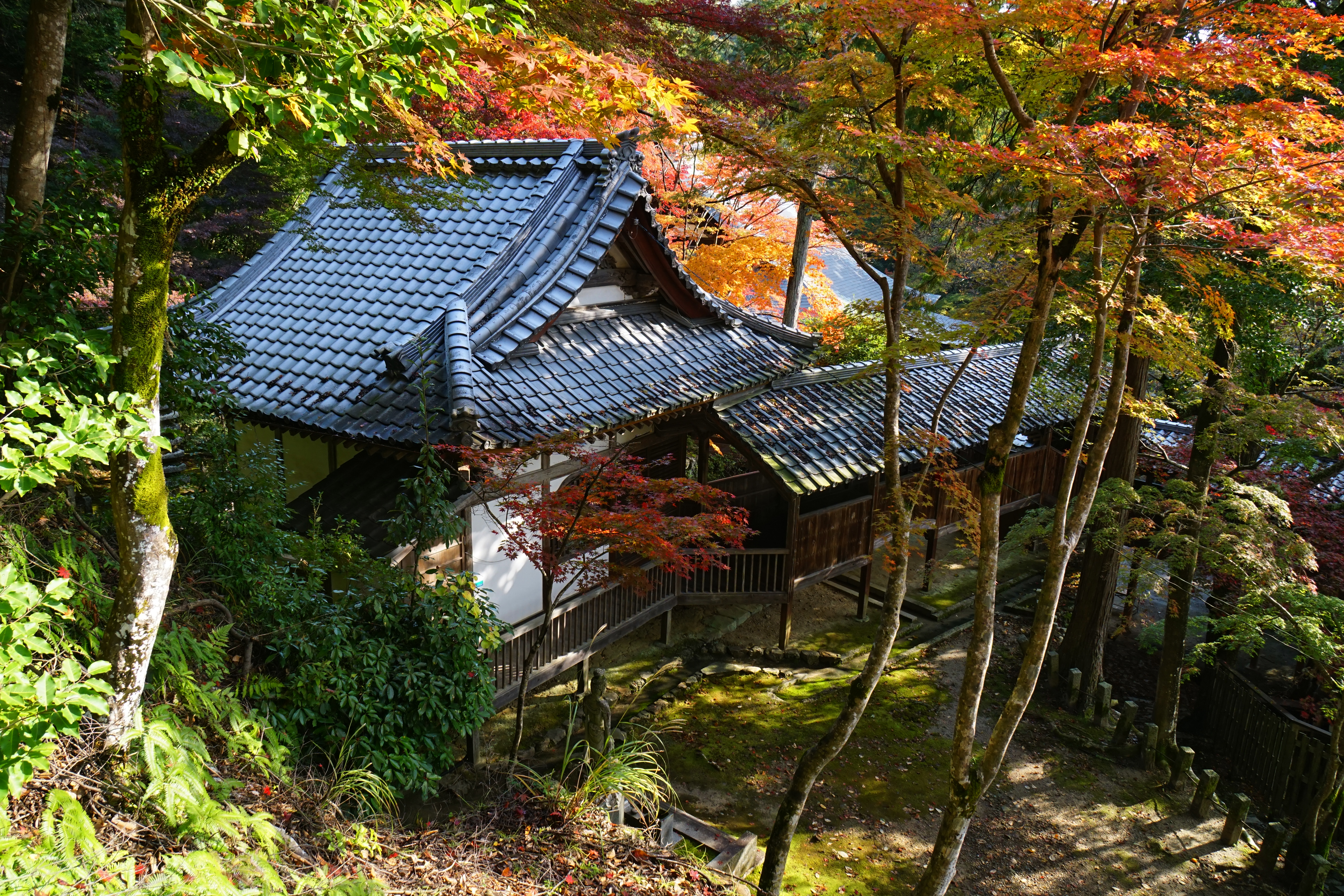
観音堂
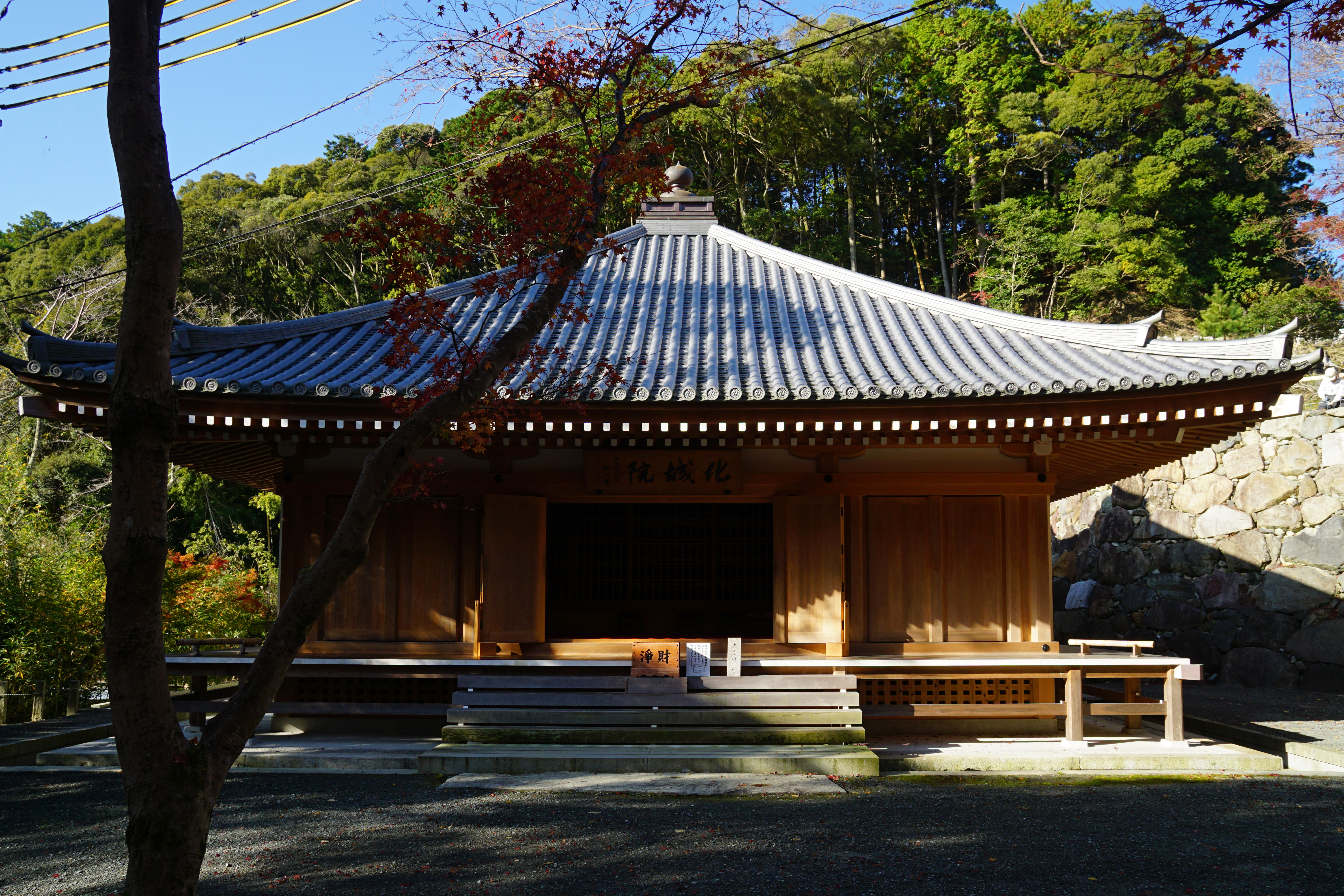
化城院
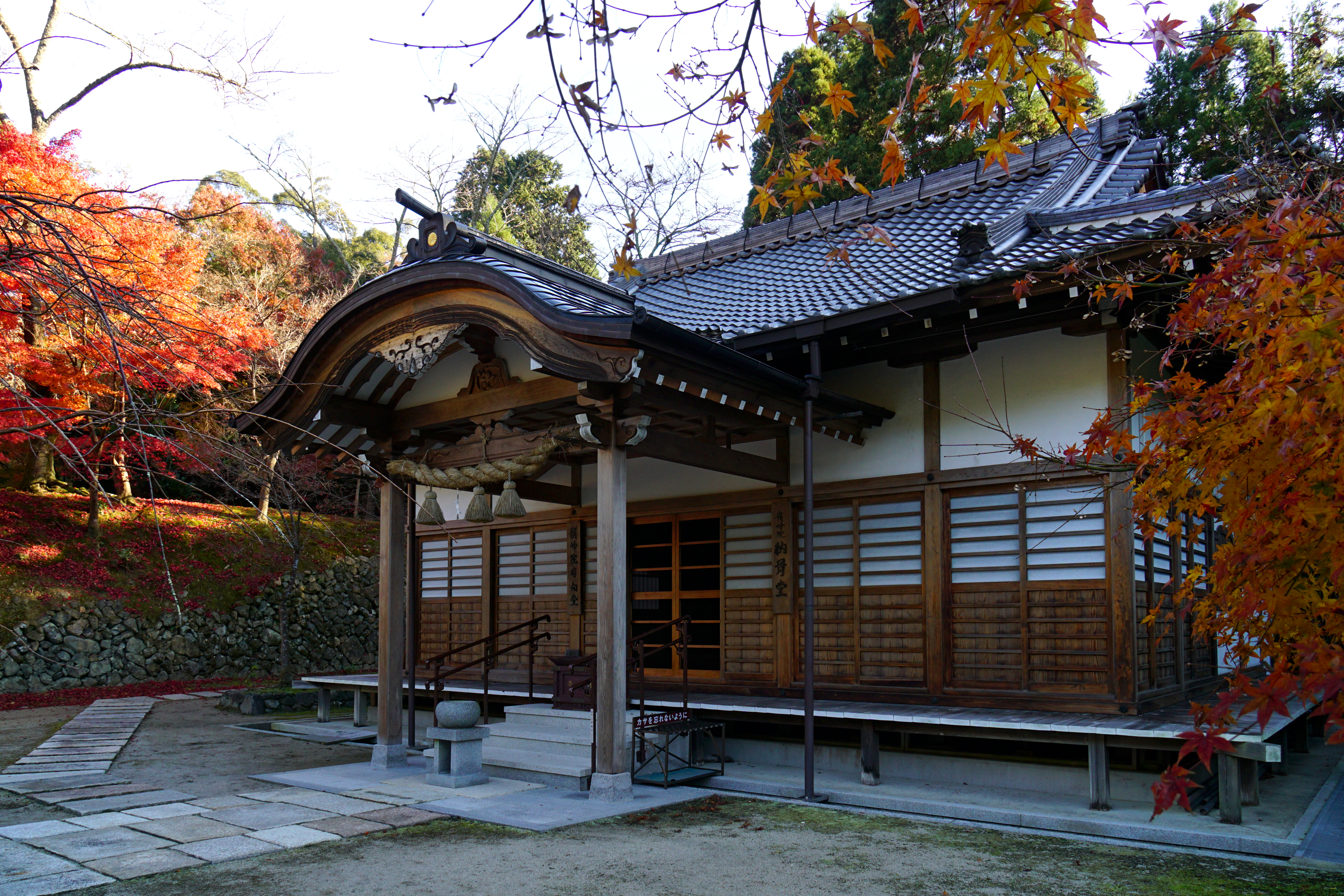
嶺峰院

### 奥之院（北山本山寺）
現在の神峯山寺には奥之院は存在せず、北山本山寺がかつての奥之院「霊雲院」にあたる。本尊として毘沙門天（重要文化財）を安置。

## 文化財

### 重要文化財
- 木造阿弥陀如来坐像 - 1912年（明治45年）2月8日指定[2]。
- 木造聖観音菩薩立像 2躯 - 1912年（明治45年）2月8日指定[2]。

### 国指定天然記念物
- モリアオガエル

### 高槻市指定有形文化財
- 神峯山寺文書 4点 - 2013年（平成25年）7月25日指定[3]。

### その他
- 伏見宮邦家親王真筆「日本最初毘沙門天」
- 有栖川宮熾仁（たるひと）親王真筆「宝塔院」
- 小松宮彰仁親王真筆
- 開成皇子坐像
- 役小角像
- 天台大師坐像
- 千手観音菩薩坐像
- 十一面観音菩薩立像
- 愛染明王坐像
- 宇賀神王
- 毘沙門天二十八使
- 四天王
- 十二天

## 信仰

### 毘沙門信仰
神峯山寺の毘沙門信仰は時代の変遷によって信奉者と祈願の内容が異なる点で興味深い。開山期は修験霊場の聖地に鎮座する神として祀られ、平安期以降は皇室より国家安泰の勅願所に指定された。また鎌倉末期からは福徳先勝を祈願する武将達の信仰の対象となり、江戸時代には大坂商人による商売繁盛祈願の巡礼地でもあった。国家安泰の祈願は幕末・明治においても続いていたとされる。また最近では福徳先勝より派生して合格祈願の祈願所として初参りに訪れる大学受験者も見られる。

### 山岳信仰
役小角が開山した寺院であったことから、神峯山寺一帯は山岳信仰が色濃く残る場所であった。一帯の峯を総称する神峯山は龍のご神体として信仰され、境内にある九頭龍滝はその龍の口であると言い伝えられていることなどから、神仏混淆の寺院として天台宗寺院とは異なる側面を持つ場所であることが分かる。現在も修験道を志す修験者が寺領で修行をする光景が見られる。

### 阿弥陀信仰
平安時代末期に融通念仏宗の源流が神峯山寺で伝播したことから、神峯山寺周辺は阿弥陀信仰が根付いた地域でもある。「病気平癒」などのご利益があるとされる阿弥陀如来（重要文化財）は現在も本堂に安置されており、融通念仏宗とも独自の交流がある。

## 自然

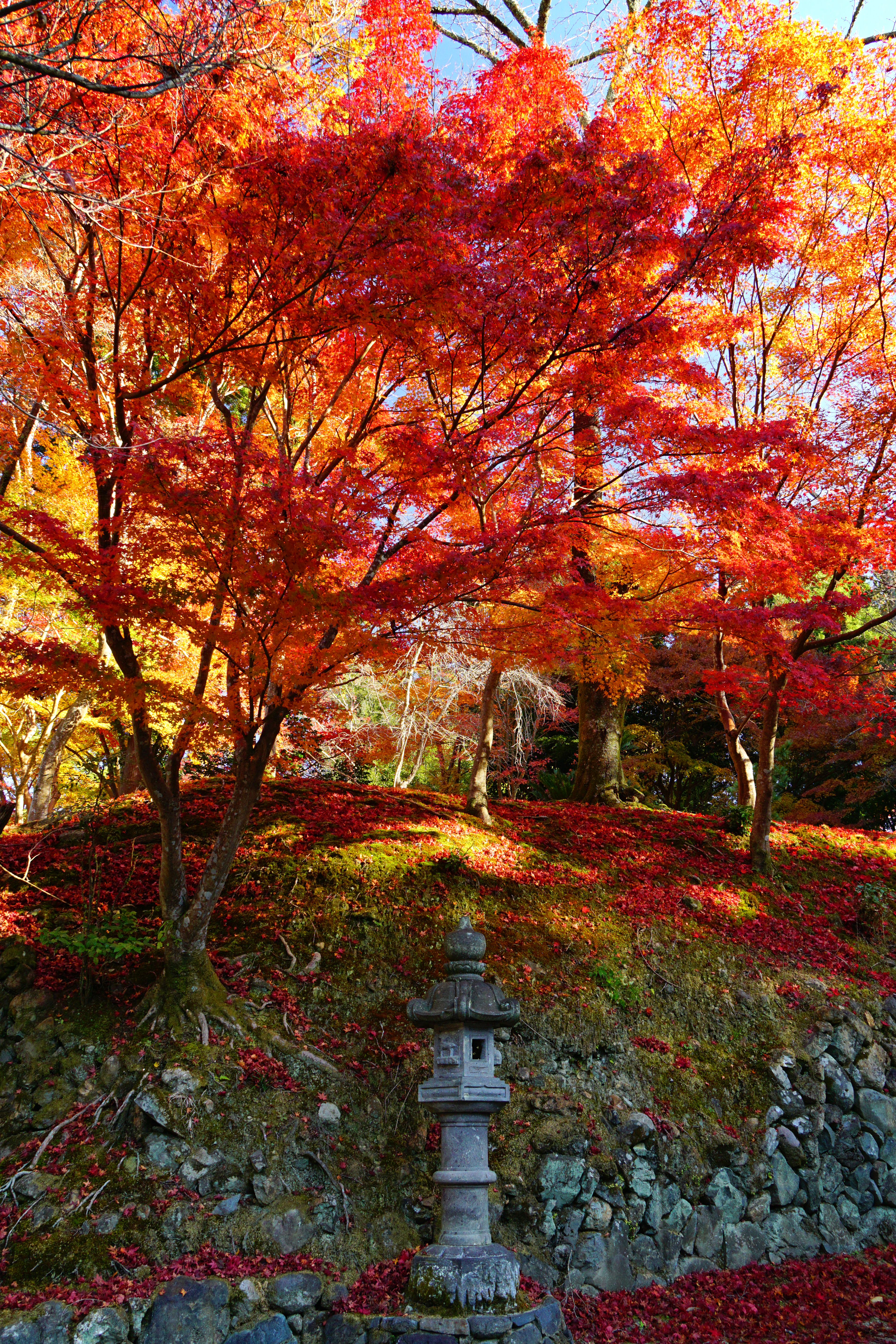
境内

境内は大阪府立北摂自然公園に属し、大阪みどりの百選に選定されている。野鳥や草花などが多数確認できることから参拝者のほかにもハイカーやバードウォッチャーらの訪問も多い。
- 野鳥

ホトトギス、ツツドリ、サシバ、コゲラ、ヤマガラ、ウグイス、ヤブサメ、オオルリ、イカルなど
- 草木

90種以上の樹木と180種5万株の植生が生息するとされている。
ムクノキ、ケヤキ、ヒイラギ、ヤマツバキ、テイカカズラ、スイセン、キンセイラン、リンドウ、キクなど
- 紅葉

例年の見頃は11月下旬から12月上旬にかけてであり、境内にある約400本のモミジが紅葉する。また落葉樹が多数植生する神峯山一帯は、11月下旬に全山が紅葉し非常に美しいことでも知られている。

### 東海自然歩道
山門から仁王門にかけての参道の脇には東海自然歩道が並走しており、ハイカー達の中継地点にもなっている。

## 周辺寺院との関係
神峯山寺の北方に位置する北山本山寺はかつて神峯山寺奥之院霊雲院であったことが神峯山寺秘密縁起中にて記されており、さらに南方の南山安岡寺もまた縁起中に神峯山寺に関連する寺院であった事が記録されている。また、同じく北摂に位置する茨木市の神峯山（かぶさん）大門寺、賀峰山（かぶさん）忍頂寺もまた「かぶさん」の山号を持つことから、七高山の神峯山とは現在の神峯山寺のみを指すのではなく、これら寺院一帯の総称であったのではないかと推測される。

## 御詠歌
- 新西国三十三カ所大寿四番 御詠歌
  - 「かぶの山 すずしき音の かよひ来て 心のそこに ひびく滝つせ」
- 近藤大道鶴僊大阿闍梨の御詠歌
  - 「何事も 心のままに かなうなり 北に向かいて 願えもろ人」
  - 「いのりても つきぬる事や なかるらん 神のあたうる 福のかずかず」
  - 「とおくとも まいれ人々 神峯山は 毘沙門天の 浄土なりけり」
- パンフレットに掲載されている短歌
  - 「あしひきの 山ぎわもゆる 竜の尾の 桜吹雪は 野へと散るらむ」
  - 「瀧つ瀬の はやき千歳を 慈しみ 苔に響かむ ふる蝉時雨」
  - 「鱗雲 仰げばうつる 紅葉こそ 昔も今も 譬えん方なし」
  - 「立ち昇る 護摩の煙に 身を委ね かじかむ指に かかる白息」

## 前後の札所
新西国三十三箇所
客番 安岡寺　-　14 神峯山寺　-　15 誓願寺
役行者霊蹟札所
神仏霊場巡拝の道
63 総持寺　-　64 神峯山寺　-　65 勝尾寺

## 交通アクセス
高槻市営バス
- JR高槻駅北口より、市バス「原大橋」行き「神峯山口」下車、東へ徒歩約1.3km。

## 拝観
- 境内への入山は紅葉期以外は無料。紅葉期のみ300円。
- 仏像拝観は「拝仏料」として2000円。祈願法要と茶菓子を含む。電話か電子メールでの完全予約制。

## 周辺
- 摂津峡
- 本山寺（霊雲院）（日本三毘沙門天）
- 八阪神社[4]
- 安岡寺